# Nikki Glaser
Nicole Rene Glaser (* 1. června 1984, Cincinnati, Ohio, USA) je americká stand-up komička, herečka a moderátorka podcastu, rádia a televize.

## Mládí, život, vzdělání
Narodila se 1. června 1984 v Cincinnati ve státě Ohio jako dcera Julie a Edwarda J. Glasera. Má německé a irské předky. Většinu dětství strávila v St. Louis v Missouri. Vystudovala střední školu v Kirkwoodu, krátce navštěvovala i univerzitu Colorado Boulder  poté přešla na Kansaskou univerzitu, kde vystudovala anglickou literaturu . 

## Kariéra

### Stand-up komedie
Se stand-up komedií začala ve svých 18 letech. Její první vtipy napsala na vysoké škole. Zmínila to v rozhovoru pro časopis Revue: „Pamatuji si to. Byla jsem v prváku na vysoké škole a všichni v mé koleji pojali bufet jako studovnu. Vešla jsem tam a místo studia jsem se na ně jen podívala, soudila je a snažila se přemýšlet nad tím, co by o těchto lidech řekla Sarah Silvermanová? Nevěděla jsem, jak psát vtipy - jen jsem znala a viděla nějaké stand-up komedie. Psala jsem z pohledu mých oblíbených stand-up komiků, protože jsem ještě nevěděla, jaký je ten můj pohled. “ 
Od té doby předvedla stand-up show např. na Noční show Jaye Lenoa, u Conana a nebo ve dvou sériích reality show Last Comic Standing. 
Moderovala televizní show Not Safe s Nikki Glaser, která měla premiéru na stanici Comedy Central 9. února 2016. Její druhý celovečerní speciál s názvem Bangin' měl premiéru 1. října 2019 na Netflixu.

### Podcast a rádio
Od roku 2011 do roku 2014 moderovala podcast s komičkou Sárou Schaeferovou s názvem Museli by jste u toho být .
V červenci 2013 vystoupila v rádiové show Debatéři, kde debatovala o pořekadle „Ranní ptáče dál doskáče“.
V březnu 2015 se objevila v podcastu Danswers, který je zaměřený na životní rady a hovořila např. o jejích zkušenostech s moderátorem Danem Ryckertem na vysoké škole. 
Spolu-moderovala podcast We Know Nothing s komikem Philem Hanleym a spolubydlící / hudebnicí Anyou Marinou.Tento podcast se zaměřuje vtipnou formou na vztahy a zvedají telefonáty posluchačů a pokouší se jim ve vztahu poradit.
Od ledna do října 2016 moderovala s Danem St. Germainem a Brianem Frange doprovodný podcast k její show Not Safe. V každé epizodě diskutovali o tématech jako je sex a vztahy, stejně tak jako o např. i o jablkách. 
V únoru 2018 začala moderovat Jste vzhůru? S Nikki Glaserovou, vůbec první ranní show od Comedy Central, která byla vysílána denně na rádiu Sirius XM.  Show se přestala vysílat 7. května 2020, ale pokračovala jako podcast až do její finální epizody, která běžela 2. října 2020. 
V listopadu 2019 se začal znovu vysílat seznamovací pořad Blind Date, přičemž Nikki se stala jeho novou moderátorkou. 

### Film
Hrála malou roli ve filmu Punching the Clown od Henryho Phillipse.  Objevila se také v dokumentu od Jordana Bradyho z roku 2010 s názvem I Am Comic  a také v pokračování z roku 2014 I Am Road Comic . 

## Osobní život
Nepije ani nekouří od roku 2012. Její vyléčení přičítá čtení knih od spisovatele Allena Carra.   

## Filmografie
| Rok       | Název titulu                                           | Role                    | Poznámky                                                                                  |
| --------- | ------------------------------------------------------ | ----------------------- | ----------------------------------------------------------------------------------------- |
| 2009      | The Tonight Show with Jay Leno                         | sebe sama               |                                                                                           |
| 2009      | Punching the Clown                                     | Olympia                 |                                                                                           |
| 2009      | It's On with Alexa Chung                               | sebe sama               |                                                                                           |
| 2010      | I Am Comic                                             | sebe sama               |                                                                                           |
| 2011–2012 | Red Eye                                                | účastník                | dvě epizody                                                                               |
| 2012      | Awkward. After Show. You're Welcome.                   | moderátorka             | moderovala spolu se Sárou Schaeferovou                                                    |
| 2013      | Nikki &amp; Sara Live                                  | moderátorka             | moderovala spolu se Sárou Schaeferovou                                                    |
| 2013      | Conan                                                  | sebe sama               |                                                                                           |
| 2013      | Totally Biased with W. Kamau Bell                      | host                    |                                                                                           |
| 2013      | Last Call with Carson Daly                             | host                    |                                                                                           |
| 2013      | The Half Hour                                          | sebe sama               | 2. série, 2. epizoda: Stand-up comedy set                                                 |
| 2013      | Inside Amy Schumer                                     | Amanda                  | epizoda 3: A Porn Star Is Born                                                            |
| 2013      | Women Who Kill                                         | sebe sama               |                                                                                           |
| 2013–17   | @midnight                                              | sebe sama               | 20 epizod                                                                                 |
| 2014      | Big Morning Buzz Live                                  | sebe sama               |                                                                                           |
| 2014      | Adam DeVine's House Party                              | sebe sama               | 2 série, 2. epizoda: Marriage Material                                                    |
| 2014      | I Am Road Comic                                        | sebe sama               |                                                                                           |
| 2015      | The View                                               | host                    |                                                                                           |
| 2015      | VH1 Top 20 Video Countdown                             | host                    |                                                                                           |
| 2015      | Trainwreck                                             | Lisa                    |                                                                                           |
| 2016      | The Late Late Show with James Corden                   | sebe sama               |                                                                                           |
| 2016      | Not Safe with Nikki Glaser                             | sebe sama               |                                                                                           |
| 2016      | Nikki Glaser's Perfect                                 | sebe sama               |                                                                                           |
| 2016      | Conan                                                  | host                    |                                                                                           |
| 2016      | Punching Henry                                         | barmanka Claire         |                                                                                           |
| 2016      | Comedy Central Roast of Rob Lowe                       | sebe sama               | televizní speciál                                                                         |
| 2017      | The Standups                                           | sebe sama               |                                                                                           |
| 2017      | Adam Ruins Everything                                  | Sallie Maeová           | epizoda: Adam Ruins College                                                               |
| 2017      | American Ninja Warrior                                 | sebe sama               |                                                                                           |
| 2018      | A.P. Bio                                               | Chloe z Baltimoru       |                                                                                           |
| 2018      | Alone Together                                         | Annette                 | epizoda: Property Management                                                              |
| 2018      | Comedy Central Roast of Bruce Willis                   | sebe sama               |                                                                                           |
| 2018      | Dancing with the Stars                                 | sebe sama               | 27. série, první vyřazená                                                                 |
| 2018      | First Nations Comedy Experience                        | sebe sama               |                                                                                           |
| 2018      | The Fix                                                | účastník diskuze        | dvě epizody                                                                               |
| 2018      | I Feel Pretty                                          | žena v Lily Leclaire HQ |                                                                                           |
| 2018      | The Fix                                                | účastník diskuze        | dvě epizody                                                                               |
| 2018      | Jeff Ross Presents Roast Battle                        | soudkyně                |                                                                                           |
| 2019      | Historical Roasts                                      | Kurt Cobain             | epizoda: Freddie Mercury                                                                  |
| 2019      | Bangin'                                                | sebe sama               | Netflix speciál                                                                           |
| 2019      | <i id="mwAcc">Comedy Central Roast of Alec Baldwin</i> | sebe sama               |                                                                                           |
| 2019      | Blind Date                                             | moderátorka             |                                                                                           |
| 2019      | The Degenerates                                        | sebe sama               |                                                                                           |
| 2020      | Kdo chce být milionářem?                               | sebe sama               | dvě epizody                                                                               |
| 2020      | Crank Yankers                                          | sebe sama               | epizoda: Nikki Glaser, Jimmy Kimmel & Tracy Morgan                                        |
| 2020      | Match Game                                             | sebe sama               | epizoda: Joel McHale, Amanda Seales, Ron Funches, Ana Gasteyer, Ron Huebel, Nikki Glasser |
| 2021      | History of Swear Words                                 | sebe sama               | seriál na Netflixu                                                                        |
| 2021      | Hysterical                                             | sebe sama               | dokumentární film                                                                         |